# Magellanstraße
Die Magellanstraße (lateinisch Fretum Magellanicum, spanisch Estrecho de Magallanes) ist eine Meerenge mit zahlreichen Inseln und Seitenarmen zwischen dem südamerikanischen Festland und südlichen Inseln, vornehmlich der Insel Feuerland. Sie verbindet nördlich der Südspitze Südamerikas den Atlantischen mit dem Pazifischen Ozean. Die Magellanstraße ist von Ost nach West 330 nautische Meilen (= ca. 611 km) lang, zwischen 1080 m und 28 m tief und an ihrer schmalsten Stelle (beim Paso Tortuoso) etwas mehr als 2 km breit. Seit dem Grenzvertrag zwischen Chile und Argentinien von 1881 gehört die Magellanstraße zum chilenischen Hoheitsgebiet.

## Entdeckung
Der Portugiese Ferdinand Magellan, der 1519 im Dienste der spanischen Krone als Kommandant einer Schiffsflotte zu einer Ostasien-Expedition aufgebrochen war, fand 1520 diese Durchfahrt. Am 21. Oktober, dem Tag der 11 000 Jungfrauen, sichtete Magellan in der Nähe des 52. Breitengrades ein Kap und nannte es folglich Cabo Vírgenes („Kap der Jungfrauen“). Ein schwerer, mehr als einen Tag anhaltender Sturm trieb zwei seiner Schiffe in eine Bucht, die sich schließlich als Durchfahrt vom Atlantischen zum Pazifischen Ozean erwies. Allerdings dauerte es mehrere Wochen, bis Magellans Flotte den westlichen Ausgang der Meerenge fand. Erst am 27. oder 28. November 1520 segelte sie auf den offenen Pazifik hinaus. Wohl weil ihm am Allerheiligentag klar wurde, dass er die langgesuchte Durchfahrt nach Westen endlich gefunden hatte, gab Magellan diesem Gewässer zunächst den portugiesischen Namen Estreito de Todos os Santos („Meerenge Aller Heiligen“). Noch im 16. Jahrhundert etablierte sich die Bezeichnung Estrecho de Magallanes („Magellanmeerenge“).

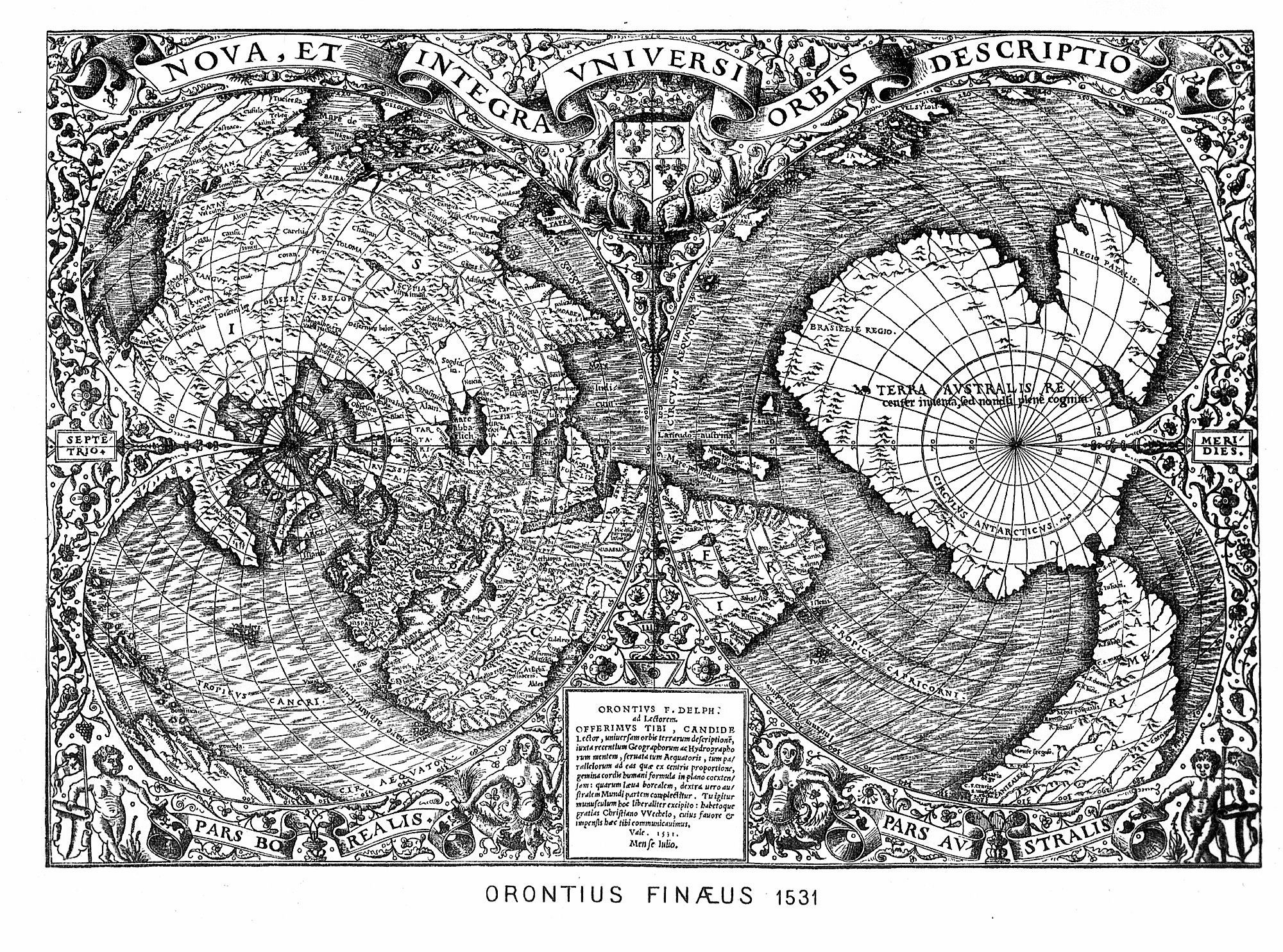
Oronce Fine (1494–1555): Auf dieser Karte ist erstmals das westliche Meer als Mare Magellanicum bezeichnet.

Im Zuge der Erkundung wurde ein Landungstrupp zur Nordküste geschickt, in jene raue und kalte Gegend, die Magellan zuvor Patagonien genannt hatte. Doch außer einem Friedhof mit rund zweihundert Gräbern konnten die Ausgesandten nichts Wesentliches entdecken. Im Süden der Meerenge hingegen sahen die Seefahrer des Nachts viele Feuer lodern. Sie nannten das Land daher Tierra del Fuego, „Land des Feuers“.

## Fauna
Die vielfältige Tierwelt besteht unter anderem aus Albatrossen, Robben, Pinguinen und Seelöwen in den zahlreichen Seitenarmen der Meerespassage.
In der östlichen Mündung der Magellanstraße liegt die Bahía Lomas (Lomas-Bucht), die das größte Wattenmeer Chiles und eines der größten Südamerikas aufweist. Sie ist als Ramsar-Gebiet ausgewiesen und wird als Important Bird Area gelistet.

## Bedeutung

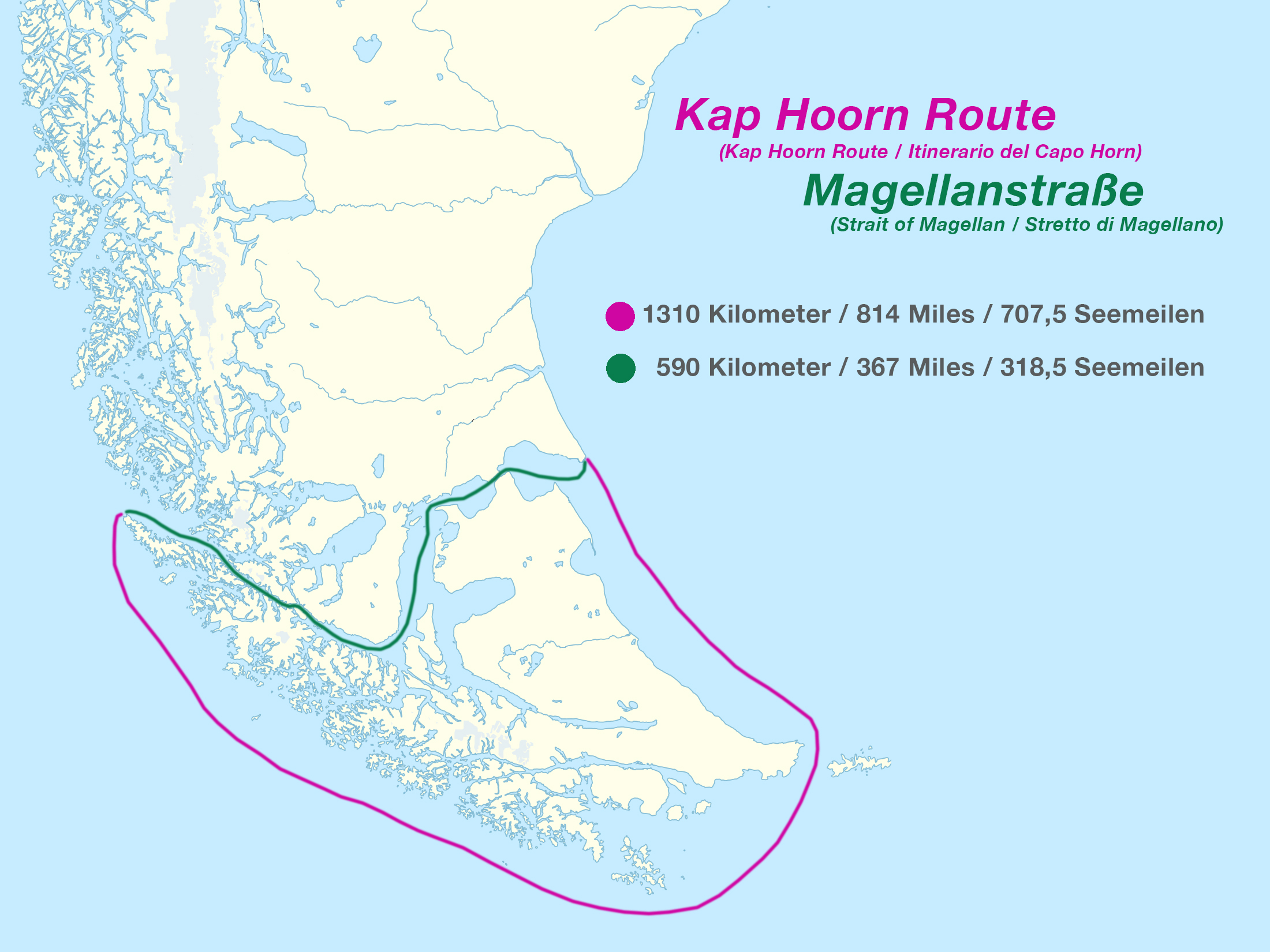
Planskizze mit der (ungefähren) Längenangabe der verschiedenen Wegstrecken

Ihre größte Bedeutung hatte die Magellanstraße vor dem Bau des Panamakanals, aber auch heute noch wird sie von vielen Schiffen befahren.
Die Verbindung zwischen dem Atlantischen und dem Pazifischen Ozean öffnete im 16. Jahrhundert einen Westweg zu den wirtschaftlich bedeutenden Gewürzinseln (Molukken). Die schnelle Besiedlung der südamerikanischen Westküste wurde erst durch die Entdeckung dieser Wasserstraße ermöglicht. Auch nachdem Willem Cornelisz Schouten 1616 Kap Hoorn entdeckt und die Drakestraße zum ersten Mal befahren hatte, blieb die Magellanstraße vorerst die bevorzugte Verbindung in den Pazifischen Ozean. An ihren Ufern konnten sich die Seefahrer bequem mit Proviant und Trinkwasser versorgen und waren nicht den unberechenbaren Naturgewalten vor Kap Hoorn ausgesetzt.
Mit dem Aufkommen modernerer Segelschiffe wie den Windjammern sowie der Längenuhr zur sichereren Navigation ließ sich die Route um Kap Hoorn zunehmend leichter bewältigen, während Dampfschiffe ab 1914 in den neu eröffneten Panamakanal auswichen. Für das ansonsten pazifische Chile bedeutet die Magellanstraße bis heute einen unmittelbaren  Atlantikzugang und somit für die chilenische Wirtschaft einen direkteren Weg zu den europäischen Handelspartnern.

## Städte und Gemeinden
- Porvenir
- Primavera
- Punta Arenas
- San Gregorio
- Timaukel